# Wies van Dongen (1931-2022)
Wies van Dongen (Breda, 30 juli 1931 – 25 mei 2022) was een Nederlands wielrenner.
Van Dongen nam tweemaal deel aan de Ronde van Frankrijk, in 1955 en 1956. Beide keren haalde hij de finish niet. Hij reed voornamelijk criteriums. In 1955 werd hij tiende in de Ronde van Nederland.
Na zijn wielercarrière kwam Van Dongen in de horeca terecht en runde cafés in België en later in Breda. 
Wies van Dongen overleed in 2022 op 90-jarige leeftijd.
De zoon van Wies van Dongen was ook wielrenner, hij draagt dezelfde naam als zijn vader.

## Necrologie
- 'Het eeuwige leven: Wies van Dongen (1931-2020)', De Volkskrant woensdag 29 juni 2022, p. 30 (Bart Jungmann)

## Belangrijkste overwinningen
1952
- Ronde van Made, Amateurs (Criterium)
- Acht van Chaam, Amateurs

1954
- Nederlands kampioenschap
- Ronde van het IJsselmeer
- Tiel-Amsterdam

## Grote rondes
| Jaar | Ronde van Italië | Ronde van Frankrijk | Ronde van Spanje |
| ---- | ---------------- | ------------------- | ---------------- |
| 1955 |                  | opgave              |                  |
| 1956 |                  | opgave              |                  |